# Viaduc de Tarare
Le viaduc de Tarare est un ouvrage ferroviaire en maçonnerie de moellons traversant la commune de Tarare située dans le département du Rhône. Il enjambe la rivière de la Turdine.

## Situation ferroviaire
Ce viaduc est surtout fréquenté par les trains et rames de la ligne TER Lyon - Roanne.

## Histoire
Les travaux de construction du viaduc commencèrent en 1866 et s'achevèrent en 1868.
Il possède 20 arches dont une plus large que les autres car elle enjambe la route nationale 7.
Aujourd'hui, la ligne n'est toujours pas électrifiée.

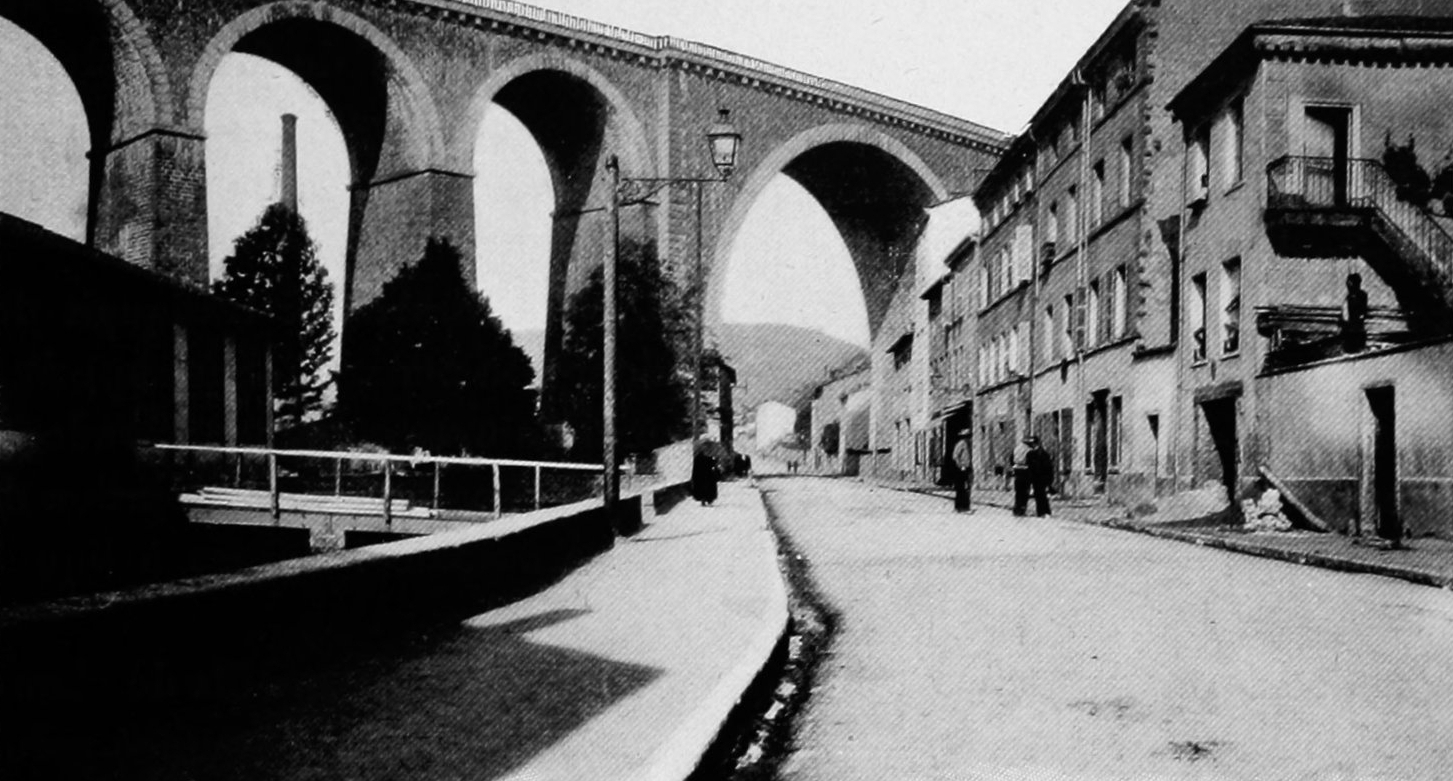
Le viaduc de Tarare enjambant la RN 7.

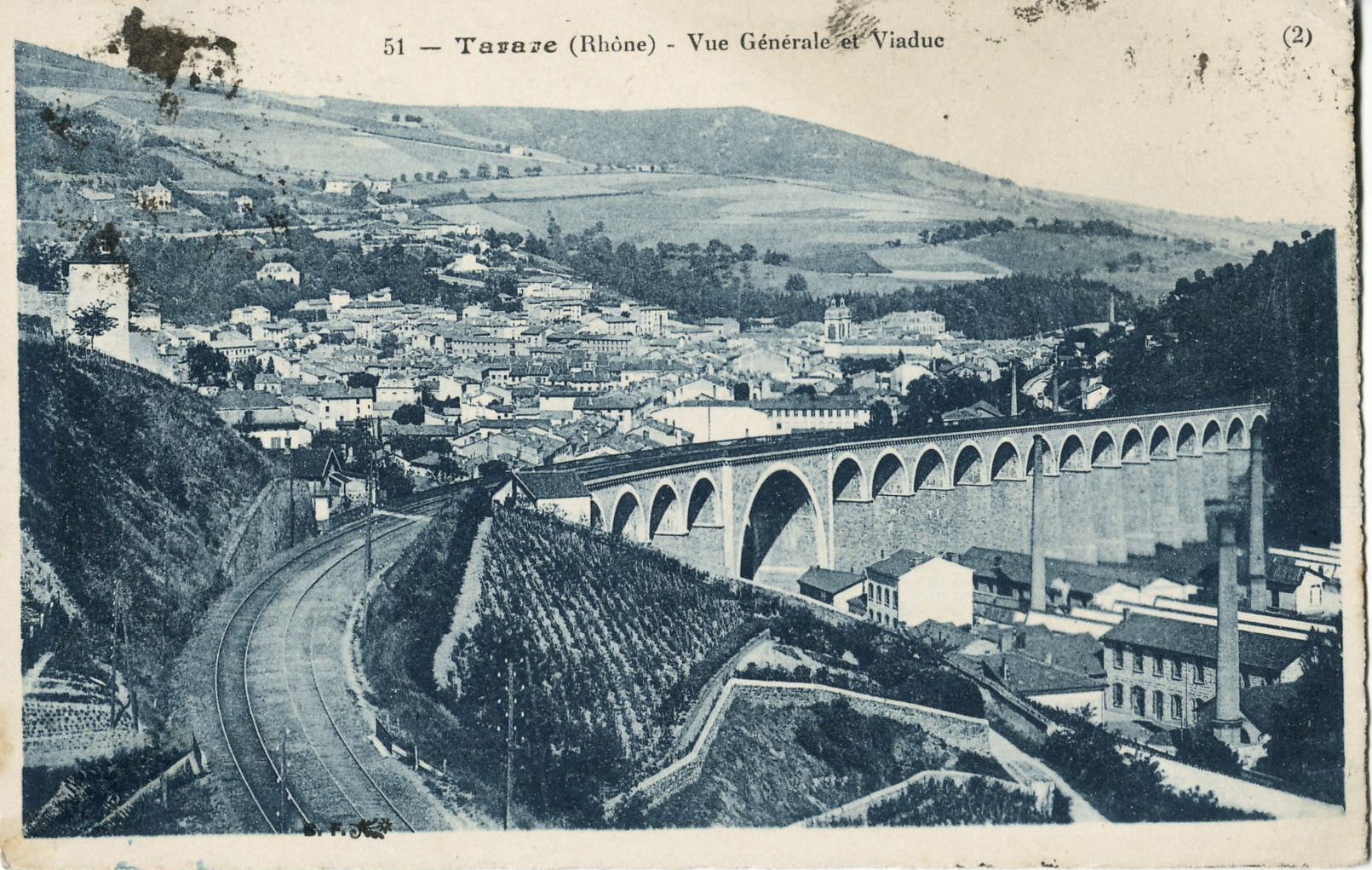
Carte postale datant d'avant 1926 et montrant une vue générale sur la ville de Tarare et son viaduc ferroviaire.